# Gene Mayer
Pour les articles homonymes, voir Mayer.
Gene Mayer, né le 11 avril 1956 à Flushing, est un ancien joueur de tennis professionnel américain.

## Carrière
Initié par son père (lui-même ancien joueur et entraîneur) et suivant l'exemple de son frère Sandy Mayer, il a atteint le haut niveau dès son plus jeune âge et en a gardé une particularité technique, le fait de jouer revers et coups droits à deux mains, courante chez les jeunes mais très rare chez les joueurs seniors, sa main gauche ne lâchant la raquette que pour les smashes et autres coups en extension. Cette technique exige un placement très précis mais offre au joueur une palette d'effets plus large et très perturbante pour l'adversaire. Il fut de fait un des précurseurs dans l'usage au plus haut niveau des raquettes à grand tamis.
Il a évolué sur le circuit professionnel entre 1975 et 1985. Durant sa carrière, il a remporté quatorze titres en simple et seize en double, ce qui fait de lui l'un des meilleurs joueurs de la fin des années 1970. Il a atteint son meilleur classement, la quatrième place mondiale, le 6 octobre 1980. Il a en outre remporté le tournoi de Roland-Garros en double en 1978 et 1979. En janvier 1981, il bat Björn Borg en poule du Masters de tennis 1980, ce qui n'empêche pas ce dernier de remporter le titre ; c'était leur dernière rencontre sur huit face-à-face et sa seule victoire.
En 1982 à Grenoble, il a battu Henri Leconte en finale de la Coupe Davis, contribuant à la victoire facile (3-0) de son équipe.

## Parcours dans les tournois duGrand Chelem

### En simple
| Année | Open d'Australie | Open d'Australie | Internationaux de France | Internationaux de France | Wimbledon       | Wimbledon     | US Open         | US Open       | Open d'Australie | Open d'Australie |
| ----- | ---------------- | ---------------- | ------------------------ | ------------------------ | --------------- | ------------- | --------------- | ------------- | ---------------- | ---------------- |
| 1975  | —                | —                | —                        | —                        | —               | —             | 2e tour (1/32)  | D. Stockton   | n.o.             | n.o.             |
| 1976  | —                | —                | —                        | —                        | 1er tour (1/64) | A. Metreveli  | 2e tour (1/32)  | Ž. Franulović | n.o.             | n.o.             |
| 1977  | —                | —                | 1er tour (1/64)          | J. Pinto-Bravo           | 2e tour (1/32)  | V. Gerulaitis | 2e tour (1/32)  | G. Vilas      | —                | —                |
| 1978  | n.o.             | n.o.             | 1er tour (1/64)          | U. Pinner                | 1er tour (1/64) | K. Warwick    | 2e tour (1/32)  | H. Solomon    | —                | —                |
| 1979  | n.o.             | n.o.             | 1/8 de finale            | G. Vilas                 | 1/8 de finale   | T. Okker      | 3e tour (1/16)  | P. Dupré      | —                | —                |
| 1980  | n.o.             | n.o.             | —                        | —                        | 1/4 de finale   | B. Borg       | 1er tour (1/64) | G. Ocleppo    | —                | —                |
| 1981  | n.o.             | n.o.             | 3e tour (1/16)           | V. Pecci                 | —               | —             | 1/8 de finale   | R. Krishnan   | —                | —                |
| 1982  | n.o.             | n.o.             | —                        | —                        | 1/4 de finale   | J. Connors    | 1/4 de finale   | J. McEnroe    | —                | —                |
| 1983  | n.o.             | n.o.             | —                        | —                        | —               | —             | 3e tour (1/16)  | H. Günthardt  | —                | —                |
| 1984  | n.o.             | n.o.             | —                        | —                        | 1er tour (1/64) | Z. Kuharszky  | 1/4 de finale   | J. McEnroe    | —                | —                |

N.B. : à droite du résultat se trouve le nom de l'ultime adversaire.

### En double
| Année | Open d'Australie | Open d'Australie | Internationaux de France                                                         | Internationaux de France                                                          | Wimbledon                                                                           | Wimbledon                                                                     | US Open                                                                       | US Open | Open d'Australie | Open d'Australie |
| ----- | ---------------- | ---------------- | -------------------------------------------------------------------------------- | --------------------------------------------------------------------------------- | ----------------------------------------------------------------------------------- | ----------------------------------------------------------------------------- | ----------------------------------------------------------------------------- | ------- | ---------------- | ---------------- |
| 1975  | —                | —                | —                                                                                | —                                                                                 | —                                                                                   | —                                                                             | 1er tour (1/32) T. Waltke \|\| style="text-align:left;" \| Di. Dell B. Martin | n.o.    | n.o.             |                  |
| 1976  | —                | —                | —                                                                                | —                                                                                 | 1er tour (1/32) G. Scott \|\| style="text-align:left;" \| V. Gerulaitis S. Mayer    | —                                                                             | —                                                                             | n.o.    | n.o.             |                  |
| 1977  | —                | —                | 1er tour (1/32) P. Fleming \|\| style="text-align:left;" \| B. Hewitt I. Năstase | 1er tour (1/32) P. Fleming \|\| style="text-align:left;" \| S. Carnahan M. Wayman | 1er tour (1/32) P. Fleming \|\| style="text-align:left;" \| A. Amritraj V. Amritraj | —                                                                             | —                                                                             |         |                  |                  |
| 1978  | n.o.             | n.o.             | Victoire H. Pfister                                                              | M. Orantes J. Higueras                                                            | 1/8 de finale H. Pfister \|\| style="text-align:left;" \| J. Alexander P. Dent      | 2e tour (1/16) H. Pfister \|\| style="text-align:left;" \| A. Ashe Y. Noah    | —                                                                             | —       |                  |                  |
| 1979  | n.o.             | n.o.             | Victoire S. Mayer                                                                | R. Case P. Dent                                                                   | 1/8 de finale S. Mayer \|\| style="text-align:left;" \| Carmichael B. Teacher       | 1er tour (1/32) Amritraj \|\| style="text-align:left;" \| J. García B. Kleege | —                                                                             | —       |                  |                  |
| 1980  | n.o.             | n.o.             | —                                                                                | —                                                                                 | 1/2 finale S. Mayer \|\| style="text-align:left;" \| R. Lutz S. Smith               | —                                                                             | —                                                                             | —       | —                |                  |

N.B. : le nom du ou de la partenaire se trouve sous le résultat ; le nom des ultimes adversaires se trouve à droite.